# Antica arcidiocesi di Canterbury

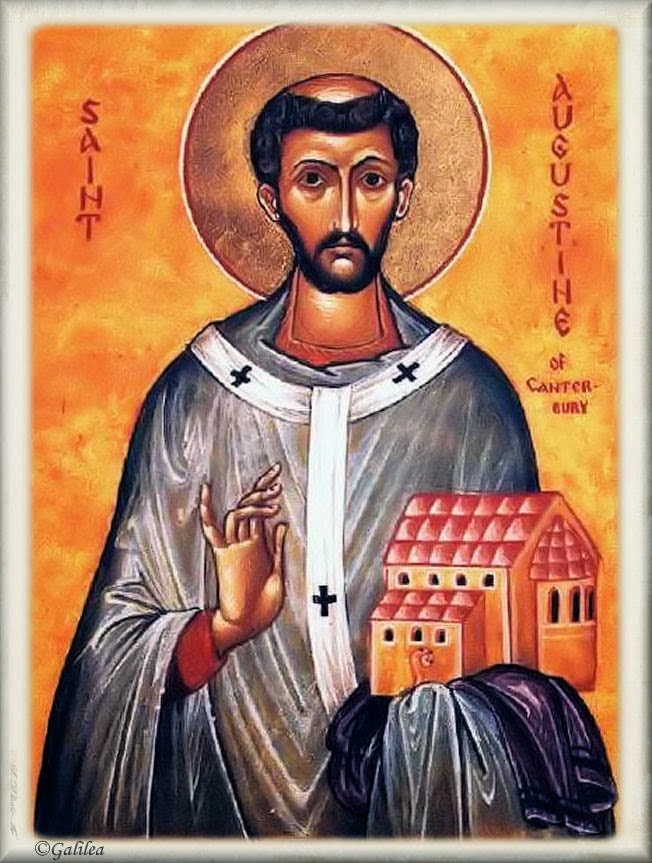
Sant'Agostino di Canterbury.

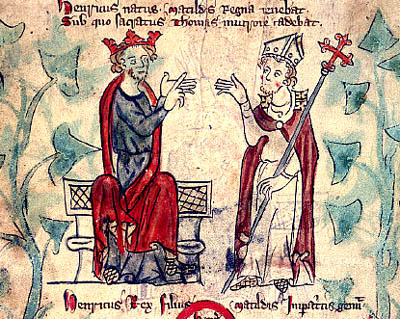
San Tommaso Becket e Enrico II.

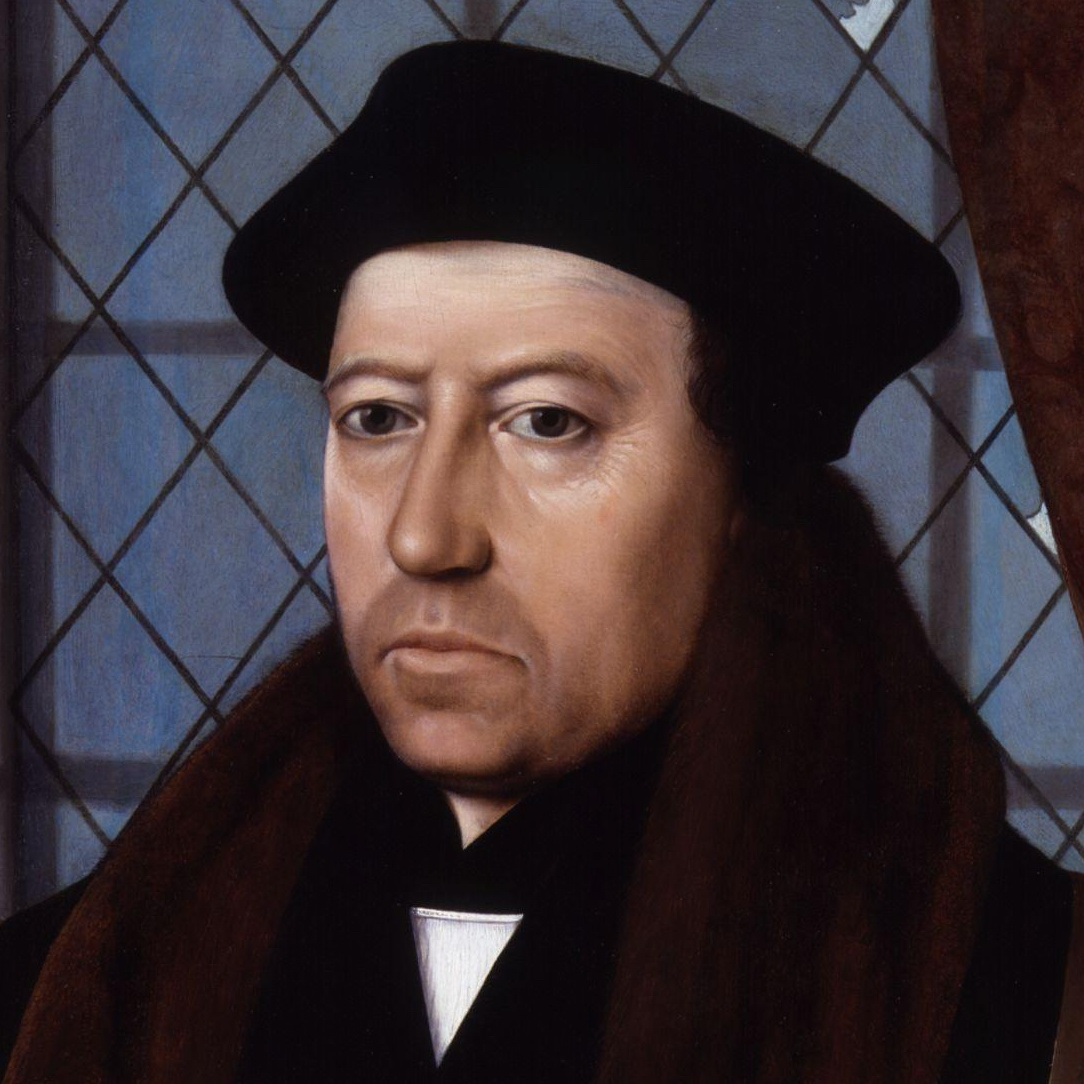
Thomas Cranmer.

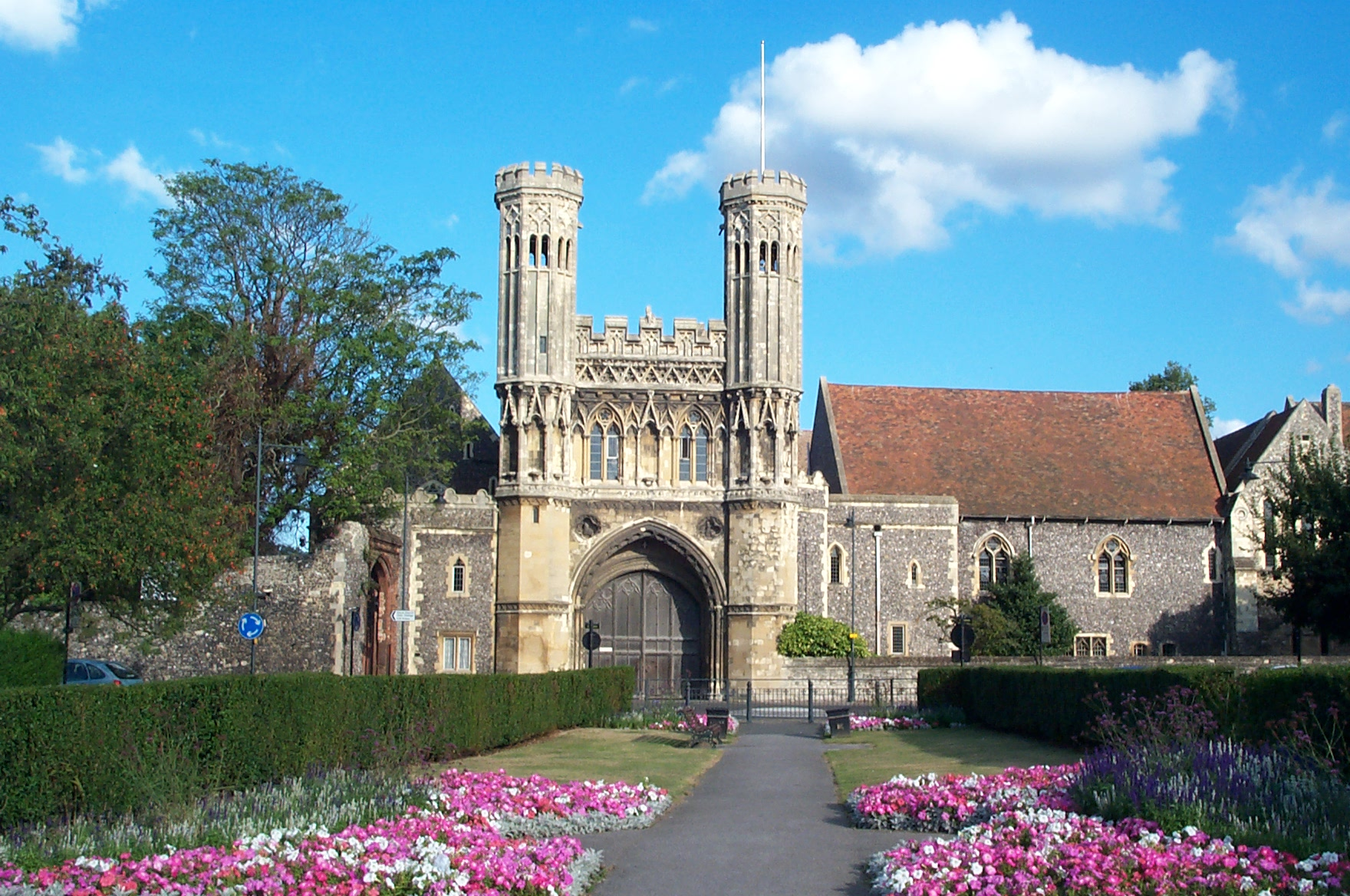
I resti dell'Abbazia di Sant'Agostino a Canterbury.

L'arcidiocesi di Canterbury (in latino: Archidioecesis Cantuariensis) è una sede soppressa della Chiesa cattolica, divenuta poi una delle due sedi principali della Chiesa anglicana.

## Territorio
L'arcidiocesi comprendeva la parte orientale della contea del Kent, mentre la parte occidentale apparteneva alla diocesi di Rochester.
Sede arcivescovile era la città di Canterbury, dove si trova la cattedrale dedicata a Nostro Signore Gesù Cristo.
L'arcidiocesi comprendeva un solo arcidiaconato. Nel 1291 il territorio era costituito da 243 parrocchie distribuite in 11 decanati rurali: Bridge, Canterbury, Charing, Dover, Elham, Lympne, Ospringe, Sandwich, Sittingbourne, Sutton e Westbere.
Appartenevano all'arcidiocesi anche alcuni territori, detti peculiars, che si trovavano in altre diocesi, ma che erano esenti dalla giurisdizione dei vescovi locali e dipendevano direttamente dagli arcivescovi di Canterbury. Tra questi c'erano il decanato di Shoreham nella diocesi di Rochester, i decanati di Pagham, Tarring e Southmalling nella diocesi di Chichester, il decanato di Risborough nella diocesi di Lincoln, e altri decanati suddivisi tra le diocesi di Londra, Winchester e Norwich.
Tra le abbazie più importanti presenti nel territorio, si ricordano quella di Sant'Agostino a Canterbury, le abbazie benedettine di Faversham e di Folkestone, il priorato cluniacense di Monks Horton, l'abbazia cistercense di Boxley.

## Provincia ecclesiastica
Nel XVI secolo, al momento della rottura della comunione con Roma, la provincia ecclesiastica di Canterbury era costituita da 20 diocesi suffraganee: Bangor, Bath e Wells, Bristol, Chichester, Coventry e Lichfield, Ely, Exeter, Gloucester, Hereford, Llandaff, Lincoln, Londra, Norwich, Peterborough, Rochester, St Asaph, St David's, Salisbury, Worcester e Winchester.

## Storia
L'arrivo degli Angli, dei Sassoni e degli Juti dopo la metà del V secolo pose fine alle strutture cristiane esistenti nella Britannia romana. Fu il papa Gregorio Magno alla fine del VI secolo ad incaricarsi di evangelizzare i nuovi popoli ancora pagani, con l'invio di un gruppo di missionari del monastero da lui fondato di Sant'Andrea sul Monte Celio, guidati dal monaco Agostino di Canterbury. Partiti da Roma nella primavera del 596, i missionari approdarono sulle coste dell'isola di Thanet durante la primavera dell'anno successivo.
Thanet apparteneva al regno del Kent e, secondo informazioni raccolte da papa Gregorio, alla corte di Canterbury v'erano buone possibilità per un'efficace azione missionaria. Infatti il re Etelberto aveva sposato la cristiana Berta, figlia del re franco Cariberto I di Parigi; con Berta era giunto alla corte del Kent il vescovo Liutardo che, per rispondere alle esigenze spirituali della regina, aveva adattato a chiesa alcuni resti della Canterbury romana (la chiesa di San Martino di Tours). Le aspettative di papa Gregorio non furono deluse e nella Pasqua del 601 il re Etelberto si fece battezzare: fu il primo monarca anglosassone a convertirsi al cristianesimo.
Agostino, che nel suo viaggio verso l'Inghilterra era stato consacrato vescovo in Gallia, istituì la sede vescovile di Canterbury (602); con l'aiuto del re iniziò la costruzione della cattedrale dedicata a Cristo Salvatore e fondò presso la chiesa di San Martino un monastero la cui chiesa, dedicata a San Pietro, avrebbe dovuto raccogliere le tombe dei vescovi e della corte reale di Canterbury.
Nell'ottica di papa Gregorio, l'antica Britannia romana doveva essere suddivisa in due sedi metropolitane, Londra e York, che erano le antiche capitali delle due province romane. Per questo motivo nel 601 il vescovo Agostino ricevette il pallio con il compito di porre la sua sede a Londra (l'antica Londinium). Ma a Roma nessuno conosceva esattamente la situazione politica della regione: Londra infatti apparteneva ad un altro regno, quello dell'Essex, il cui re era ancora pagano. Il progetto iniziale dunque era inattuabile: la sede di Canterbury si trovò così ad assumere una preminenza fra le nascenti diocesi anglosassoni, e questa preminenza venne sancita nel 624 da papa Bonifacio V con l'invio del pallio al vescovo Giusto di Canterbury.
Alla morte di Agostino (604 o 605) non mancarono alcuni episodi, anche cruenti, di ritorno al paganesimo, ma nel regno del Kent il cristianesimo aveva ormai posto solide basi, soprattutto grazie ai primi successori di Agostino, tutti venerati oggi come santi sia dai cattolici che dagli anglicani. Tra questi spicca la figura di Teodoro, un greco di Tarso, che papa Vitaliano scelse al posto del candidato proposto dal re del Kent, che era morto appena giunto a Roma per la consacrazione. Durante il suo lungo episcopato (669-690), Teodoro fu il primo vescovo di Canterbury ad essere riconosciuto da tutta la chiesa inglese. Si adoperò per dare forma alle diocesi anglosassoni, che alla sua morte raggiunsero il numero di 13. Fondò l'importante scuola di Canterbury, dove si formarono le più importanti personalità del mondo culturale inglese dell'epoca, tra cui spiccano le figure di Aldelmo di Malmesbury, Beda il Venerabile e Alcuino. «Sotto la guida di Teodoro l'Inghilterra divenne un'unità ecclesiastica molto prima di costituire un'unità politica. La chiesa inglese si adunò in sinodi provinciali, che al tempo stesso erano anche nazionali».
Fu solo nel 735 che si realizzò il progetto di papa Gregorio Magno, con la costituzione della seconda provincia ecclesiastica anglosassone, quella di York, che sottrasse a Canterbury le sedi di Northumbria, Lindisfarne, Hexham e Whithorn.
Verso la fine dell'VIII secolo, i potenti re di Mercia si adoperarono per sottrarre a Canterbury la supremazia sulla giovane chiesa inglese. Nel 788 il re Offa eresse a provincia ecclesiastica la diocesi di Lichfield, ma questo progetto ebbe una breve esistenza (fino all'802). Un suo successore, Cenwulf, tentò di spostare la sede metropolitana dell'Inghilterra meridionale da Canterbury a Londra, appellandosi all'idea iniziale di papa Gregorio. Anche questo progetto fallì: infatti «si era fatta già ben radicata e possente la tradizione della sede che fu di Agostino e di Teodoro di Tarso».
A partire dall'834-835 iniziarono le invasioni dei Vichinghi danesi, ancora pagani, che devastarono l'Inghilterra centro-settentrionale, arrivando ad istituire un regno autonomo (Danelaw). Grazie alle imprese militari dei re di Wessex-Sussex-Kent Alfredo il Grande e suo figlio Edoardo, poté essere scongiurato l'annientamento totale dei regni anglosassoni e con essi della chiesa cristiana. Con il nipote di Alfredo, Athelstan (925-939), fu completata l'opera di riconquista ed insieme di unificazione degli antichi regni anglosassoni.
L'opera di ricostituzione politico-militare dell'Inghilterra fu accompagnata da un'analoga opera di ricostituzione e di riforma della vita ecclesiastica e religiosa. In questo progetto spiccano tre figure di rilievo, tre monaci benedettini, poi canonizzati, posti a capo delle più importanti diocesi inglesi: Oswald di York, Ethelwold di Winchester e Dunstan di Canterbury (959-988). L'opera congiunta dei tre vescovi portò alla riforma dei monasteri inglesi, sul modello di quella operante in quel tempo in Lorena e nelle abbazie di Cluny e Fleury, e alla preminenza dell'elemento monastico nelle diocesi. Dunstan si oppose al matrimonio dei sacerdoti, si adoperò per una migliore formazione dei preti, rafforzò l'elemento monastico in seno all'episcopato inglese, compose un ordo per l'incoronazione dei re usato a lungo nelle corti inglesi: in questa sua opera fu sostenuto da un'appropriata legislazione messa in campo da re Edgardo, che regolava fin nei dettagli la vita ecclesiastica e religiosa.
La sede di Canterbury visse un momento di crisi negli anni turbolenti dell'ultimo re anglosassone, Edoardo il Confessore (1042-1066), che, per conciliarsi il partito pro-normanno, promosse sulla sede primaziale inglese il francese Roberto. Questo provocò la reazione degli oppositori, che cacciarono Roberto e lo sostituirono con l'inglese Stigand di Winchester, che riuscì ad ottenere il pallio dall'antipapa Benedetto X.
Le successive vicende politiche, che portarono alla conquista normanna e all'ascesa al trono di Guglielmo il Conquistatore (1066), favorirono l'introduzione nel regno anglo-normanno della riforma gregoriana.
Il XII secolo è caratterizzato dalle vicende legate al re Enrico II e all'arcivescovo Tommaso Becket, ai loro duri scontri, il primo in difesa dell'assolutismo politico, il secondo in difesa dell'autonomia e dei privilegi della Chiesa inglese, che determinarono l'assassinio del Becket nella cattedrale di Canterbury il 29 dicembre 1170.
Negli anni difficili e turbolenti di Enrico VIII e dell'avvento progressivo dell'anglicanesimo, gli arcivescovi di Canterbury si schierarono a favore dell'una o dell'altra parte. Tra questi si distinse in modo particolare Thomas Cranmer, eletto arcivescovo il 21 febbraio 1533: uomo erudito e legato del re in Germania, aveva simpatie per le idee luterane; si era sposato segretamente in Germania con la nipote del riformatore di Norimberga, Andrea Osiander; nominato arcivescovo primate d'Inghilterra, fu lui a pronunciare la dichiarazione di invalidità del matrimonio di Enrico con Caterina d'Aragona. Quando Enrico VIII emanò i Six articles (chiamati anche The bloody bill, agosto 1539), di chiaro stampo cattolico, Thomas Cranmer dovette rinunciare definitivamente al tentativo di avvicinare la chiesa inglese al luteranesimo, e dopo la morte al rogo di Cromwell rinviò la moglie in Germania.
Dopo la morte di Enrico VIII (1547) e quella del suo successore Edoardo VI (1553), salì al trono Maria I, figlia di primo letto di Enrico VIII. Con lei ci fu un tentativo di restaurazione del cattolicesimo, operato con una ferrea politica persecutoria, che causò la condanna al rogo di oltre 250 persone, tra cui l'arcivescovo Thomas Cranmer (1556). Nella sua durezza, la regina fu appoggiata dal nuovo titolare di Canterbury, il cardinale Reginald Pole. Entrambi morirono nel novembre 1558, a pochi giorni di distanza l'uno dall'altra.
Reginald Pole è stato l'ultimo arcivescovo di Canterbury in comunione con la Santa Sede. La nuova regina, Elisabetta I, nominò nel 1559 sulla sede primaziale inglese Matthew Parker, con il quale inizia la serie, ininterrotta fino ad oggi, di arcivescovi anglicani.

## Cronotassi degli arcivescovi
- Sant'Agostino † (597 - 26 maggio 604/605 deceduto)
- San Lorenzo † (28 aprile 604 consacrato - 2 febbraio 619 deceduto)
- San Mellito † (619 - 24 aprile 624 deceduto)
- San Giusto † (624 - 10 novembre 627/630 deceduto)
- Sant'Onorio † (627/631 - 30 settembre 653 deceduto)[13]
- San Deusdedit † (26 marzo 655 consacrato - 14 luglio 664 deceduto)[14]
  - Uighard (Wirrard) † (vescovo eletto)
- San Teodoro di Tarso † (26 marzo 668 consacrato - 10 settembre 690 deceduto)[15]
- San Bertoaldo † (1º luglio 692 - 13 gennaio 731 deceduto)
- San Tatwine † (10 giugno 731 consacrato - 30 luglio 734 deceduto)
- San Nothhelm † (735 consacrato - 17 ottobre 739 deceduto)
- Cuthbert † (741 - 29 ottobre 758 deceduto)
- San Bregwin † (29 settembre 759 consacrato - 25 agosto 762 o 765 deceduto)
- San Jaenbert † (2 febbraio 763 o 766 - 12 agosto 792 deceduto)
- Ethelheard † (792 - 12 maggio 803 o 805 deceduto)
- Wulfred † (3 agosto 805 - 24 marzo 832 deceduto)
- Feologild † (9 giugno 832 consacrato - 30 agosto 832 deceduto)
  - Swithred † (vescovo eletto)
- Ceolnoth † (24 agosto 833 - 4 febbraio 870 deceduto)
- Ethelred † (870 - 30 giugno 889 deceduto)
- San Plegmund † (891 consacrato - 2 agosto 914 deceduto)
- Sant'Athelm † (914 - dopo l'8 gennaio 923 deceduto)
- Wulfhelm † (923 - 12 febbraio 942 deceduto)
- Sant'Oda † (942 - 2 giugno 958 deceduto)
- Aelfsige † (958 - 959 deceduto)
  - Byrhthelm † (959 deposto)[16]
- San Dunstan † (959 - 19 maggio 988 deceduto)
- Ethelgar † (988 - febbraio 990 deceduto)
- Sigeric † (990 - 28 ottobre 994 deceduto)
- Sant'Aelfric † (21 aprile 995 - 16 novembre 1005 deceduto)
- Sant'Alphege † (1006 - 19 aprile 1012 deceduto)
- Lyfing † (1013 - 20 giugno 1020 deceduto)
- Ethelnoth † (13 novembre 1020 consacrato - 29 ottobre 1038 deceduto)
- Eadsige † (1038 - 29 ottobre 1050 deceduto)
- Robert di Jumièges † (marzo 1051 - giugno 1052 deposto)
- Stigand † (1052 - 11 aprile 1070 deposto)
- Lanfranco † (29 agosto 1070 consacrato - 28 maggio 1089 deceduto)
  - Sede vacante (1089-1093)
- Sant'Anselmo d'Aosta † (5 dicembre 1093 consacrato - 21 aprile 1109 deceduto)
- Ralph d'Escures † (7 o 17 maggio 1114 - 19 settembre 1122 deceduto)
- Guglielmo di Corbeil † (18 febbraio 1123 consacrato - 26 novembre 1136 deceduto)
- Teobaldo di Bec † (8 gennaio 1139 consacrato - 18 aprile 1161 deceduto)
- San Tommaso Becket † (27 maggio 1162 consacrato - 29 dicembre 1170 deceduto)
- Riccardo di Dover † (8 aprile 1174 consacrato - 16 febbraio 1184 deceduto)
- Baldovino di Exeter † (16 dicembre 1184 - 19 novembre 1190 deceduto)[17]
- Hubert Walter † (30 maggio 1193 - 13 luglio 1205 deceduto)
- Stephen Langton † (17 giugno 1207 - 9 luglio 1228 deceduto)
- Richard le Grant † (19 gennaio 1229 - 3 agosto 1231 deceduto)
- Sant'Edmondo di Abingdon † (8 giugno 1233 - estate 1240 dimesso)
- Beato Bonifacio di Savoia † (17 settembre 1243 - 18 luglio 1270 deceduto)
- Robert Kilwardby, O.P. † (11 ottobre 1272[18] - 12 marzo 1278 dimesso)
- John Peckham, O.F.M. † (28 gennaio 1279 - 8 dicembre 1292 deceduto)
- Robert Winchelsey † (13 febbraio 1293 - 11 maggio 1313 deceduto)
- Walter Reynolds † (1º ottobre 1313 - 16 novembre 1327 deceduto)
- Simon Mepeham † (8 giugno 1328 - 12 ottobre 1333 deceduto)
- John de Stratford † (26 novembre 1333 - 23 agosto 1348 deceduto)
  - John de Ufford † (24 settembre 1348 - 20 maggio 1349 deceduto) (arcivescovo eletto)
- Thomas Bradwardine † (19 giugno 1349 - 26 agosto 1349 deceduto)
- Simon Islip † (7 ottobre 1349 - 26 aprile 1366 deceduto)
- Simon Langham, O.S.B. † (24 luglio 1366 - 22 settembre 1368 dimesso)
- William Whittlesey † (11 ottobre 1368 - 6 giugno 1374 deceduto)
- Simon Sudbury † (4 maggio 1375 - 14 giugno 1381 deceduto)
- William Courtenay † (9 settembre 1381 - 31 luglio 1396 deceduto)
- Thomas Arundel † (24 novembre 1396 - 19 febbraio 1414 deceduto)
- Henry Chichele † (27 aprile 1414 - 12 aprile 1443 deceduto)
- John Stafford † (13 maggio 1443 - 22 maggio 1452 deceduto)
- John Kemp † (28 luglio 1452 - 22 marzo 1454 deceduto)
- Thomas Bourchier † (21 giugno 1454 - 30 marzo 1486 deceduto)
- John Morton † (6 ottobre 1486 - 15 settembre 1500 deceduto)
- Henry Deane † (26 maggio 1501 - 15 febbraio 1503 deceduto)
- William Warham † (29 novembre 1503 - 23 agosto 1532 deceduto)
- Thomas Cranmer † (21 febbraio 1533 - 4 dicembre 1555 deposto)
- Reginald Pole † (11 dicembre 1555 - 19 novembre 1558 deceduto)[19]